# أحمد الميرغني
الرئيس أحمد الميرغني (16 أغسطس 1941 - 2 نوفمبر 2008)، رئيس السودان في الفترة من 6 مايو 1986 وحتى 30 يونيو 1989 عندما أسقطت الحكومة المنتخبة ديموقراطيا على يد الرئيس المعزول عمر البشير.

## السيرة الذاتية
السيد أحمد بن السيد علي الميرغني هو سليل عائلة السيد علي الميرغني زعيم طائفة الطريقة الختمية القوية النفوذ بالسودان والشقيق الأصغر للسيد محمد عثمان الميرغني، درس في مدينة أم درمان بالمدرسة الأهلية المتوسطة والمؤتمر الثانوية، وحصل على شهادة الاقتصاد من  من جامعة كامبريدج بلندن بدرجة امتياز مع مرتبة الشرف (قسم الاقتصاد).
عمل سفيرا للسودان في مصر.، ووزيرا لوزارة الخارجية السودانية بين العامي 1979 و 1984.
برز بقوة بعد تسليم الحكومة الانتقالية بقيادة عبد الرحمن محمد حسن سوار الذهب مقاليد الحكم للحكم المدني. وهو أخو رئيس الحزب الاتحادي الديمقراطي السيد محمد عثمان بن السيد علي الميرغني، حيث اعتبر السيد أحمد الميرغني أحد قيادات الحزب الناشطين المعتدلين.

### اتفاقية السلام
أهم الإنجازات التي حصلت بعهده كانت اتفاقية السلام في نوفمبر 1988 بأديس أبابا ما بين (الحزب الإتحادي الديموقراطي) و الحركة الشعبية لتحرير السودان وقد دعمت باقي القطاعات الشعبية هذا الاتفاق للسلام فيما عدا الجبهة الإسلامية بقيادة حسن الترابي والتي اعتبرته خيانة للمبادئ الإسلامية. وقد نعم السودان بعلاقات أجنبية طيبة وكذلك بعلاقات دولية وقد بدأ بالعمل لإعادة تأهيل المجتمع السوداني وأنظمة الحكم بعد 16 سنة من حكم النميري. ويعتبر النظام الذي حكم به هو آخر نظام منتخب في السودان قبل الانقلاب العسكري الذي أتى بالرئيس السابق عمر حسن البشير إلى السلطة.

## ما بعد الحكم
عاد الميرغني إلى السودان في 8 نوفمبر 2001 بعد 12 عاما من اللجوء إلى مصر. وكان أحمد الميرغني عضوا في هيئة رئاسة ملتقى أهل السودان الذي انعقد بشهر أكتوبر 2008 لحل أزمة دارفور، مع أنه لم تمكنه ظروفه الصحية من حضور المؤتمر.

### الوفاة
توفي الميرغني بمدينة الإسكندرية بمصر بتاريخ 2 نوفمبر 2008. وقد نقل عن القيادي بالحزب الاتحادي حسن أبو سبيب: أن الميرغني الذي يشغل حاليا منصب نائب رئيس الحزب الاتحادي الديمقراطي أحد أكبر الأحزاب السياسية السودانية كان قد أجرى فحوصات طبية ثم انتقل إلى الإسكندرية لفترة نقاهة حيث وافاه الأجل. وقد نعى الرؤساء العرب السيد أحمد الميرغني الذي شيّعته الملايين اليوم التالي إلى المقابر التي يرقد فيها والده السيد علي الميرغني في مدينة الخرطوم بحري بالعاصمة ، ونقل جثمانه عبر طائرة خاصة مستأجرة.
السيد أحمد الميرغني متزوج وأب لثلاث أبناء.

## وثائق بنما
في أبريل 2016، ذُكر أحمد الميرغني في قائمة الأشخاص المذكورين في وثائق بنما كمالك لشركة "أورانج ستار كوربوريشن" التي تم إنشاؤها في عام 1995 ومقرها في جزر العذراء البريطانية، وهي ملاذ ضريبي خارجي غالبًا ما يُستخدم لأغراض التهرب الضريبي. كشفت وثائق بنما أن شركة أورانج ستار اشترت شقة شمال منطقة هايد بارك في لندن مقابل 600,000 جنيه إسترليني. اليوم، تُباع الشقق في نفس المنطقة بأكثر من 2 مليون جنيه إسترليني. في عام 2008، عند وفاة المرغني، كان يمتلك 2.72 مليون دولار أمريكي في الأصول من خلال الشركة.